# Podomys floridanus
Podomys floridanus (Chapman, 1889) è un roditore della famiglia dei Cricetidi, unica specie del genere Podomys (Osgood, 1909), endemico della Florida.

## Descrizione

### Dimensioni
Roditore di piccole dimensioni, con la lunghezza della testa e del corpo tra 94 e 113 mm, la lunghezza della coda tra 78 e 100 mm, la lunghezza del piede tra 24 e 28 mm, la lunghezza delle orecchie tra 22 e 25 mm e un peso fino a 45 g.

### Caratteristiche craniche e dentarie
Il cranio è relativamente grande e presenta un rostro corto e sottile e le creste sopra-orbitali ben sviluppate. I molari sono grandi e larghi.
Sono caratterizzati dalla seguente formula dentaria:

### Aspetto
La pelliccia è lunga, soffice e setosa. Le parti dorsali sono giallo-brunastre brillanti finemente striate di grigiastro, i fianchi sono più chiari, mentre le parti ventrali sono color crema talvolta con dei riflessi giallo-brunastri sul petto. Il muso è appuntito, gli occhi sono grandi. Le orecchie sono grandi. Le zampe sono bianche. Le piante hanno cinque cuscinetti carnosi. La coda è più corta della testa e del corpo, è brunastra sopra e bianca sotto. Le femmine hanno un paio di mammelle pettorali e due inguinali.  Il numero cromosomico è 2n=48 .

## Biologia

### Comportamento
È una specie terricola spesso associata alle tane delle tartarughe del genere Gopherus.

### Alimentazione
Si nutre principalmente di ghiande e in misura minore di insetti, semi, noci, funghi e parti vegetali.

### Riproduzione
Si riproduce in tutti i periodi dell'anno con picchi in autunno ed inverno. Danno alla luce 1-5 piccoli alla volta. Vengono svezzati dopo 3-4 settimane.

## Distribuzione e habitat
Questa specie è endemico della Florida.
Vive nelle pinete su terreni sabbiosi e ben drenati e in boschi di querce.

## Conservazione
La IUCN Red List, considerato il declino della popolazione stimato in circa il 30% negli ultimi 10 anni a causa della perdita del proprio habitat a causa dello sfruttamento agricolo e degli incendi, classifica P.floridanus come specie vulnerabile (VU).